# 小行星6793
小行星6793（英語：6793 Palazzolo）是一颗围绕太阳公转的小行星。1991年12月30日，Bassano Bresciano在巴萨诺布雷夏诺发现了此天体。
这颗小行星的绝对星等为46.23833等。